# Steve Webb
Steve Webb, född 18 juli 1965 är en brittisk parlamentsledamot som representerar  Liberaldemokraterna. Har är även deras skuggminister för arbets- och pensionsfrågor. Han representerar valkretsen Northavon sedan valet 1997.
Steve har läst vid Oxfords universitet och är sedan 1995 professor i socialpolitik vid Bath University.